# Углец
Углец — упразднённое в 1978 году село в Вичугском районе Ивановской области России. Входила на год упразднения в состав Сошниковского сельсовета.

## Название
Вымышленный город Углец стал местом действия мелодрамы «Назад в СССР», снятой в 2010 году.

## География
Урочище находится в северной части Ивановской области, в зоне хвойно-широколиственных лесов, на расстоянии примерно 2 км (по прямой) от села Сошники..

### Климат
Климат характеризуется как умеренно континентальный, с умеренно холодной многоснежной зимой и тёплым летом. Средняя температура воздуха самого холодного месяца (января) — −12 °C (абсолютный минимум — −45 °C); самого тёплого месяца (июля) — 18 °C (абсолютный максимум — 38 °C). Продолжительность безморозного периода составляет 110—120 дней. Период активной вегетации растений (со среднесуточный температурой более 10 °C) длится около 127 дней. Годовое количество атмосферных осадков составляет 700—718 мм, из которых большая часть выпадает в тёплый период.

## История
значение которого после строительства в 1871 году железной дороги заметно уменьшилось, а после строительства в XX веке шоссе Кинешма—Вичуга—Иваново полностью было утрачено.
Упразднена Решением Ивановского облисполкома № 9/20-1 от 24.04.1978.

## Население
По переписи 1897 года 41 человек

## Известные уроженцы, жители
Углец — родина матери маршала Василевского. Надежда Ивановна (1872—1939) родилась в семье Иоанна Соколова, дьякона углецкой церкви.
В селе Углец с 1896 по 1899 годы работал учителем в земском народном училище Ефим Честняков, самобытный живописец.
В 1918 году в Углецкой волости работал инструктором всевобуча Александр Василевский.

## Достопримечательности
На территории урочища находится Никольская церковь.

## Транспорт
Село стояло на оживлённом древнем тракте Кинешма—Лух—Нижний Новгород